# Unicredit Czech Open 1996
L'Unicredit Czech Open 1996 è stato un torneo di tennis facente parte della categoria ATP Challenger Series nell'ambito dell'ATP Challenger Series 1996. Il torneo si è giocato a Prostějov in Repubblica Ceca dal 2 all'8 settembre 1996 su campi in terra rossa.

## Vincitori

### Singolare
Andrej Česnokov ha battuto in finale  Francisco Clavet con il punteggio di 6–3, 6–0

### Doppio
Mathias Huning /  Jack Waite hanno battuto in finale  Fredrik Bergh /  Patrik Fredriksson con il punteggio di 6–3, 7–6